# Corregiment de Reus
El corregiment de Reus va ser una antiga demarcació administrativa de Catalunya amb capital a Reus, establerta el 6 de març de 1810 pel governador de Catalunya general Augereau. No va arribar a estructurar-se, ja que el 17 d'abril es va crear la prefectura de Tarragona i el 1812 el departament de les Boques de l'Ebre. El 1814 va tornar a formar part del corregiment de Tarragona (com abans del 1810) i el 1833 de la província de Tarragona.